# Santo Tomás la Unión
Santo Tomás la Unión è un comune del Guatemala facente parte del dipartimento di Suchitepéquez.